# حمورابی ۷۲۰۷
سیارک ۷۲۰۷ حمورابی (به انگلیسی: 7207 Hammurabi، نامگذاری:2133P-L) هفت هزار و دویست و هفتمین سیارک کشف شده‌است که در ۲۴ سپتامبر ۱۹۶۰ کشف شد.
قدر مطلق سیارک برابر ۱۴٫۳۰ است.
این سیارک به نام حمورابی شاه بابِل نام گذاری شده‌است.